# Kristian Thorstvedt
Kristian Thorstvedt (Stavanger, 13 maart 1999) is een Noors voetballer die als centrale middenvelder speelt. Hij tekende in januari 2020 een contract bij de Belgische eersteklasser KRC Genk. In november 2020 debuteerde Thorstvedt voor het Noors voetbalelftal.

## Clubcarrière

### Viking FK
Op 1 februari 2018 tekende Thorstvedt een 1,5-jarig contract bij de Noorse tweedeklasser Viking FK. Hij verliet hierbij de jeugdopleiding van Stabæk Fotball waar hij de stap naar het eerste elftal niet kon maken. Thorstvedt wist zich vrij snel in de basis te knokken en werd een belangrijke figuur in het elftal van zijn coach Bjarne Berntsen. Viking wist dat seizoen ook de titel te pakken in de 1. divisjon, de Noorse tweede klasse, en zo te promoveren. Thorstvedt had hier met 9 goals in 24 wedstrijden ook een belangrijk aandeel in. Ook in de Eliteserien, de Noorse eerste klasse, vond hij vrij snel zijn draai. Met Viking eindigde hij op een 5de plaats in de competitie en won hij daarnaast ook de beker. In de bekerfinale tegen FK Haugesund speelde hij de volledige wedstrijd, deze werd gewonnen met 0-1.

### KRC Genk
Op 3 januari 2020 maakte de Belgische eersteklasser KRC Genk dat het Thorstvedt overnam, hij tekende er een contract voor 3,5 jaar en vindt er zijn landgenoot Sander Berge terug. Op 19 januari 2020 maakte hij zijn debuut voor de club door in de basis te starten in de competitiewedstrijd tegen Zulte Waregem. Na 23 minuten wist Thorstvedt meteen de 0-1 te scoren, hij zette zijn ploeg zo op weg naar een 0-3 overwinning. Thorstvedt kreeg vanaf zijn komst meteen veel speelkansen bij Genk, op 7 maart 2020 liep hij echter een blessure op in de uitwedstrijd tegen KV Oostende. Hij liep een breukje op in zijn linkervoet wat meteen een einde aan zijn seizoen maakte. Achteraf gezien werd de wedstrijd tegen Oostende echter ook meteen de laatste van het seizoen 2019/20 door de Coronacrisis in België. Op 14 september 2020 maakte Thorstvedt zijn comeback in het eerste elftal van Genk in de uitwedstrijd op Beerschot VA, hij mocht meteen starten in de basis. In het seizoen 2020-2021 was hij goed voor 9 doelpunten in de Beker van Belgie en de Jupiler Pro League samen.

## Clubstatistieken

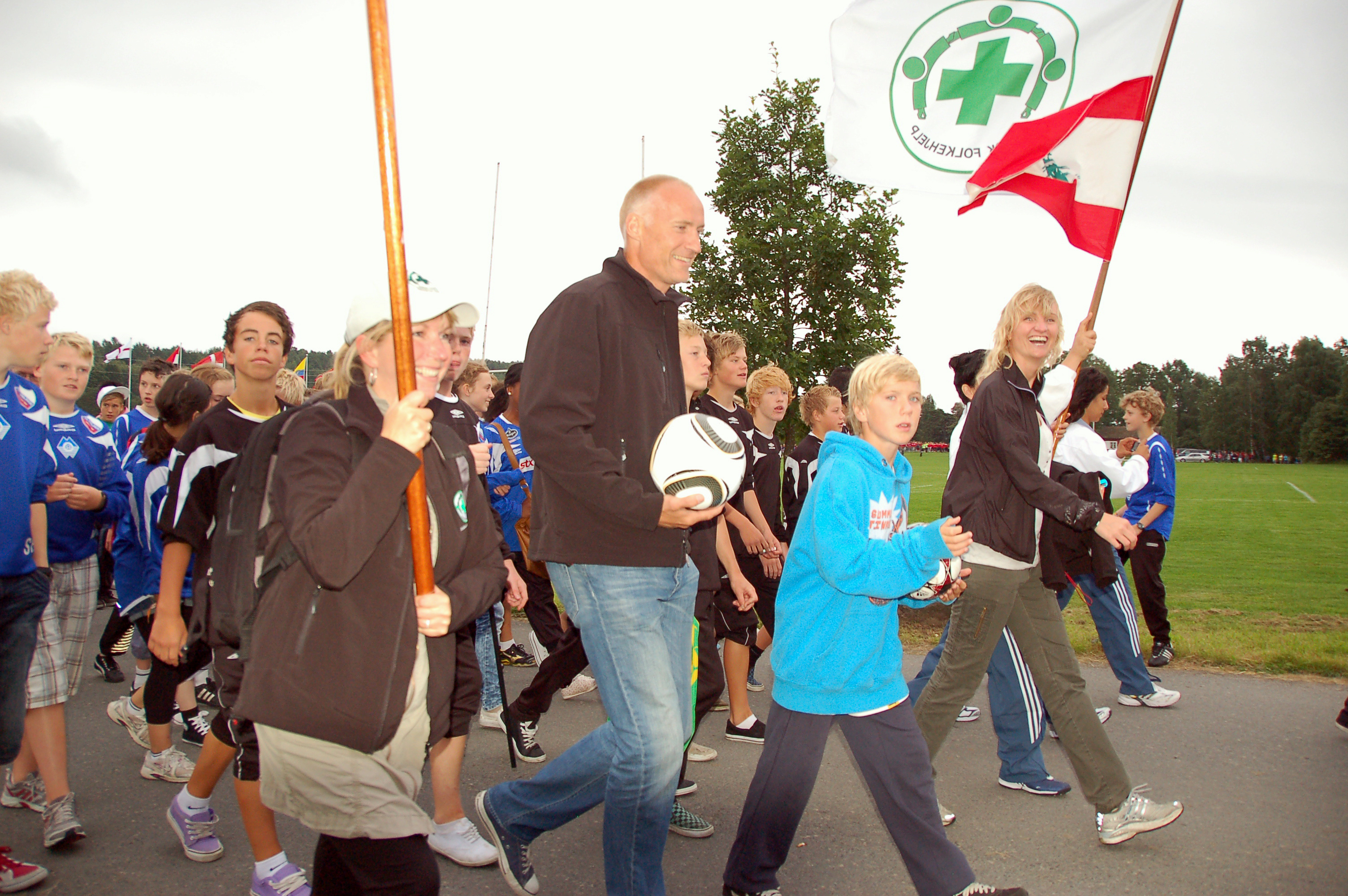
Kristian Thorstvedt als kind samen met zijn vader.

| Seizoen | Club        | Land               | Competitie      | Competitie | Competitie | Beker | Beker | Internationaal | Internationaal | Overig | Overig | Totaal | Totaal |
| Seizoen | Club        | Land               | Competitie      | Wed.       | Dlp.       | Wed.  | Dlp.  | Wed.           | Dlp.           | Wed.   | Dlp.   | Wed.   | Dlp.   |
| ------- | ----------- | ------------------ | --------------- | ---------- | ---------- | ----- | ----- | -------------- | -------------- | ------ | ------ | ------ | ------ |
| 2018    | Viking FK   | Vlag van Noorwegen | 1. divisjon     | 24         | 9          | 1     | 0     | —              | —              | 0      | 0      | 25     | 9      |
| 2019    | Viking FK   | Vlag van Noorwegen | Eliteserien     | 26         | 10         | 6     | 3     | —              | —              | 0      | 0      | 32     | 13     |
| 2019/20 | KRC Genk    | Vlag van België    | Eerste Klasse A | 8          | 1          | 0     | 0     | 0              | 0              | 0      | 0      | 8      | 1      |
| 2020/21 | KRC Genk    | Vlag van België    | Eerste Klasse A | 30         | 7          | 4     | 2     | —              | —              | 0      | 0      | 34     | 9      |
| 2021/22 | KRC Genk    | Vlag van België    | Eerste Klasse A | 35         | 6          | 2     | 1     | 8              | 0              | 0      | 0      | 45     | 7      |
| 2022/23 | US Sassuolo | Vlag van Italië    | Serie A         | 17         | 1          | 1     | 0     | —              | —              | 0      | 0      | 18     | 1      |
| Totaal  | Totaal      | Totaal             | Totaal          | 140        | 34         | 14    | 6     | 8              | 0              | 0      | 0      | 162    | 40     |

Bijgewerkt op 22 januari 2023.

## Interlandcarrière

### Jeugdelftallen
In maart 2019 werd Thorstvedt voor het eerst opgeroepen voor een jeugdselectie van het Noors voetbalelftal. Hij zat in de U20-selectie voor de oefeninterland tegen Oostenrijk waarin hij ook debuteerde als basisspeler. In mei 2019 was Thorstvedt met de U20 actief op het Wereldkampioenschap voetbal onder 20 in Polen. Hij mocht invallen in de eerste twee groepswedstrijden tegen Uruguay en Nieuw-Zeeland, deze werden beide verloren. In de derde groepswedstrijd tegen Honduras kreeg hij een basissplaats. Thorstvedt was in deze, met maar liefst 12-0 gewonnen wedstrijd, goed voor twee assists. Zijn ploeg- en landgenoot Erling Braut Håland scoorde 9 keer in deze interland. Deze ene overwinning was echter niet genoeg om de groepsfase te overleven waarna Noorwegen uitgeschakeld was.
In september 2019 werd Thorstvedt opgeroepen voor de U21-selectie van Noorwegen. Hij debuteerde op 6 september 2019 in de gewonnen EK-kwalificatiewedstrijd tegen Cyprus. In de 56ste minuut wist hij ook meteen de 2-0 te scoren.
| Nationale ploeg | wedstrijden | Goals |
| --------------- | ----------- | ----- |
| Noorwegen U20   | 4           | 0     |
| Noorwegen U21   | 7           | 4     |
| Totaal          | 11          | 4     |

### A-selectie
In november 2020 werd Thorstvedt voor het eerst opgeroepen voor de A-selectie van het Noors voetbalelftal voor de interland in de UEFA Nations League tegen Oostenrijk. Het was ook in deze wedstrijd dat Thorstvedt zijn internationaal debuut mocht maken, in de 67ste minuut mocht hij invallen voor landgenoot en ploeggenoot bij Genk Mats Møller Dæhli. Op 24 maart 2021 kreeg hij zijn eerste basisplaats in de WK-kwalificatiewedstrijd tegen Gibraltar. Na 45 minuten wist Thorstvedt zelf de 0-2 op het bord te zetten waarmee hij zijn eerste internationale doelpunt scoorde. Noorwegen zou deze wedstrijd uiteindelijk winnend afsluiten met een 0-3 eindstand.

## Palmares
| Competitie           |           |           |           |           |
| Competitie           | Aantal    | Jaren     |           |           |
| Viking FK            | Viking FK | Viking FK | Viking FK | Viking FK |
| -------------------- | --------- | --------- | --------- | --------- |
| Kampioen 1. divisjon | 1x        | 2018      |           |           |
| Beker van Noorwegen  | 1x        | 2019      |           |           |
| KRC Genk             |           |           |           |           |
| Beker van België     | 1×        | 2020/21   |           |           |

## Trivia
- Hij is de zoon van gewezen profvoetballer en doelman Erik Thorstvedt. Tussen 1989 en 1996 verdedigde deze het doel van het Engelse Tottenham Hotspur. Zijn oudere zus Charlotte Thorstvedt is een mediapersoonlijkheid in zijn thuisland Noorwegen.

1 Van Crombrugge ·
2 Pierre ·
3 Mujaid ·
6 Smets ·
7 Bonsu Baah ·
8 Heynen  ·
9 Oh ·
11 Oyen ·
14 Sor ·
15 Claes ·
17 Hrošovský ·
18 Kayembe ·
19 Medina ·
20 Karetsas ·
21 Bangoura ·
22 Manguelle ·
23 Steuckers ·
24 Sattlberger ·
27 Nkuba ·
32 Adedeji-Sternberg ·
34 Palacios ·
39 Penders ·
44 Kongolo ·
51 Brughmans ·
77 El Ouahdi ·
99 Tolu ·
Coach: Fink